# 잠재 변수
잠재 변수(latent variable)는 구성개념(Construct)이 직접적으로 관찰되거나 측정이 되지 않는 변수를 의미한다.
사회과학적으로 잠재변수 자체로 전체 통계량을 측정하는 것은 불가능하기 때문에, 관측변수(observed variable)에 의해 간접적으로 통계 측정을 수행한다.

## 같이 보기
- 교락
- 독립변수와 종속변수
- 인자 분석
- 문항 반응 이론
- 대리 변수
- 구조방정식 모델링